# Maxwell’s Silver Hammer
Maxwell’s Silver Hammer (englisch für „Maxwells silberner Hammer“) ist ein Lied der britischen Band The Beatles, das 1969 auf ihrem elften Studioalbum Abbey Road veröffentlicht wurde. Komponiert wurde es von Paul McCartney und John Lennon und unter der Autorenangabe Lennon/McCartney veröffentlicht.

## Hintergrund
Maxwell’s Silver Hammer basiert hauptsächlich auf den musikalischen, auch von dem Dramatiker des absurden Theaters Alfred Jarry inspirierten Ideen Paul McCartneys. Ursprünglich war geplant, das Lied 1968 für das Album The Beatles aufzunehmen, was dann aber nicht realisiert wurde.
Maxwell’s Silver Hammer wurde im Januar 1969 während der Get Back / Let It Be-Session mehrmals geprobt; eine dieser Proben wird auch im Film Let It Be gezeigt. Bereits bei den Aufnahmen von Maxwell’s Silver Hammer wussten die Beatles, dass sie das Stück niemals live zusammen spielen würden.
Paul McCartney sagte über das Lied: „Manche meiner Songs basieren auf einer persönlichen Erfahrung, aber mein Stil ist eher, das nicht so offen zu zeigen. Viele davon sind auch erfunden, wie Maxwell’s Silver Hammer. In dem Song geht es um die Fallstricke des Lebens. Gerade wenn alles glatt läuft, schlägt – Bäng Bäng! – Maxwells silberner Hammer zu und ruiniert alles.“
George Harrison und Ringo Starr fanden die Aufnahmen zu Maxwell’s Silver Hammer im Nachhinein unangenehm. Starr bezeichnete die Aufnahme als „schlechteste Session aller Zeiten“.
John Lennon sagte dazu: „Ich selbst war bei Maxwell nicht dabei, denn ich laborierte noch an den Folgen meines Autounfalls, aber ich glaube, Paul hat George und Ringo bei den Aufnahmen echt in den Wahnsinn getrieben. In diesen Song haben wir wahrscheinlich mehr Geld gesteckt als in irgendeinen anderen auf dem ganzen Album.“
McCartney führte dazu aus: „Sie waren sauer, weil wir drei Tage brauchten, um Maxwell’s Silver Hammer aufzunehmen. Als ob das so schlimm gewesen wäre. […] und ich weiß noch, dass George schimpfte: ‚Drei Tage! Mein Gott, das ist bloß ein Song‘ - ‚Yeah, aber ich möchte, dass alles stimmt. Ich habe mir ziemlich viele Gedanken darüber gemacht.‘ Ich habe einen Moog verwendet, was damals neu war, und das braucht eben seine Zeit.“ Zu dieser Zeit hatte Robert Moog, der Erfinder des Moog-Synthesizers, die Beatles besucht und sie in Möglichkeiten dieses Instruments eingewiesen.
Die Textstelle „Maxwell Edison majoring in medicine“ im Lied über den Serienmörder Maxwell beruht auf einer Verbindung der Namen Maxwell (wohl für einen Nachfahren von James Clerk Maxwell, einem Pionier des Elektromagnetismus) und Edison (für den bekannten Erfinder, unter anderem der Glühbirne und des Phonographen, Thomas Edison).
John Lennon sagte 1980 in einem Playboy-Interview: „Das ist Pauls Werk. Ich hasse es. Denn alles, woran ich mich erinnere, ist der Track – er hat uns dazu gebracht, ihn hundert Millionen Mal zu machen. Er hat alles getan, um daraus eine Single zu machen, und das war es nie und hätte es auch nie sein können. Wir haben für diesen Song mehr Geld ausgegeben als für jeden anderen auf dem ganzen Album.“

## Aufnahme
Zwischen dem 6. Mai und dem 1. Juli 1969 stellten die Beatles vorübergehend die Arbeiten an ihrem neuen Album Abbey Road ein. John Lennon und Yoko Ono erlitten im Juni 1969 in Schottland einen Verkehrsunfall, so dass sie erst am 9. Juli in die Abbey Road Studios nach London zurückkehren konnten. Während Yoko Ono, die schwerer als Lennon verletzt war, die Aufnahmen von einem Bett im Studio aus verfolgte, hielt sich John Lennon aufgrund seines Gesundheitszustandes bis zum 21. Juli musikalisch zurück, so dass Maxwell’s Silver Hammer, sowie Golden Slumbers / Carry That Weight und Here Comes the Sun ohne ihn aufgenommen wurden.
Der Toningenieur Phil McDonald sagte über die Ankunft von John Lennon: „Wir warteten alle darauf, dass er und Yoko ankommen. Paul, George, Ringo unten und wir oben. Sie wussten nicht, in welchem Zustand er sich befinden würde. Es gab einen bestimmten ‚Vibe‘; sie hatten fast Angst vor Lennon, bevor er ankam, weil sie nicht wussten, wie er drauf wäre. Ich hatte das Gefühl, dass die drei von ihnen ein wenig Angst vor ihm hatten. Als er hereinkam, war es eine Erleichterung und sie verstanden sich ziemlich gut. John war eine starke Person, vor allem mit Yoko — in doppelter Stärke.“
Martin Benge sagte über die Aufnahmen: „Wir bauten die Mikrofone für die Aufnahmesession und dann kam dieses riesige Doppelbett an. Ein Krankenwagen brachte Yoko herein und sie wurde aufs Bett gelegt. Unten auf dem Bett stellten wir ein Mikrofon über ihr auf, für den Fall, dass sie [an den Aufnahmen] teilnehmen wollte, und dann machten wir weiter wie zuvor! Wir sagten: ‚Jetzt haben wir alles gesehen, Leute!‘“
Maxwell’s Silver Hammer wurde am 9. Juli 1969 in den Londoner Abbey Road Studios (Studio 2) mit dem Produzenten George Martin aufgenommen. Phil McDonald war der Toningenieur der Aufnahmen. Die Beatles nahmen ohne John Lennon, in einer fast achtstündigen Aufnahmesession zwischen 14:30 und 22:15 Uhr, 21 Takes auf.
Am 10. und 11. Juli wurden Overdubs auf den Take 21 aufgenommen. Die Aufnahmesession dauerte am 10. Juli von 14:30 bis 23:30 Uhr und am 11. Juli von 14:30 bis 24 Uhr.
Am 11. Juli wurden neben Maxwell’s Silver Hammer noch Overdubs für die Lieder Something und You Never Give Me Your Money eingespielt.
Am 14. August erfolgte die Stereoabmischung von Maxwell’s Silver Hammer.
Am 25. August wurden noch weitere Soundeffekte für Maxwell’s Silver Hammer aufgenommen, die aber nicht verwendet wurden.
Im Dokumentarfilm Let It Be von 1970 sieht man während der Aufnahmen des Songs den Beatles-Roadie Mal Evans, wie er mit einem Hammer perkussiv auf einen Amboss im Takt zum Song Maxwell's Silver Hammer einschlägt. Ebenso sind in der ersten Folge des dreiteiligen Dokumentarfilms The Beatles: Get Back von Regisseur Peter Jackson von 2021 restaurierte Filmaufnahmen enthalten, in denen Assistent Mal Evans während Beatles-Proben mit einem Hammer auf den Amboss schlägt.
Besetzung:
- Paul McCartney: Leadgitarre, Klavier, Moog-Synthesizer, Gesang
- George Harrison: Bass, Leadgitarre, Hintergrundgesang
- Ringo Starr: Schlagzeug, Amboss
- George Martin: Orgel

## Veröffentlichungen
- Am 26. September 1969 erschien in Deutschland das 15. Beatles-Album Abbey Road, auf dem Maxwell’s Silver Hammer enthalten war. In Großbritannien wurde das Album ebenfalls am 26. September veröffentlicht, dort war es das zwölfte Beatles-Album. In den USA erschien das Album fünf Tage später, am 1. Oktober, dort war es das 18. Album der Beatles.
- Am 25. Oktober 1996 wurde das Kompilationsalbum Anthology 3 veröffentlicht, auf dem sich eine frühe Version (Take 5) von Maxwell’s Silver Hammer befindet.
- Am 27. September 2019 erschien die 50-jährige Jubiläumsausgabe des Albums Abbey Road (Super Deluxe Box); auf dieser befindet sich eine bisher unveröffentlichte Version (Take 12) von Maxwell’s Silver Hammer.

## Coverversionen
Folgend eine kleine Auswahl:
- Steve Martin – Sgt. Pepper's Lonely Hearts Club Band (Soundtrack) [9]
- Frankie Laine – All This And World War II [10]
- Rock4 – Abbey Road [11]